# Jihad Watch
Jihad Watch é um blog dirigido por Robert Spencer e David Horowitz, criado em outubro de 2003, que visa chamar a atenção pública para o papel da teologia e da ideologia jihad no mundo moderno. Para isso, documenta o papel que o islamismo desempenha em conflitos atuais.
Os comentários do site são escritos por Spencer, e pelos colaboradores Hugh Fitzgerald (conhecido como "Jihad Watch Vice-Presidente") e Raymond Ibrahim (autor do Al Qaeda Reader).
Veículos adversários chamaram o Jihad Watch de islamofóbico, já que Spencer deliberadamente retrataria o Islão e os muçulmanos em uma luz negativa. Spencer respondeu que o rótulo de islamofobia é usado para silenciar qualquer crítica ao Islão.

## Organização
O site apresenta comentários de vários editores, e seu editor mais frequente é Robert Spencer. É um projeto do David Horowitz Freedom Center. Dhimmi Watch era um blog no site Jihad Watch, também mantido por Spencer, com foco em supostos ultrajes cometidos por muçulmanos.

### Financiamento
O Horowitz Freedom Center pagou a Spencer, como diretor do Jihad Watch, um salário anual de US$ 132.000, em 2010. A Jihad Watch também recebeu financiamento de doadores que apoiam a direita israelita, e de uma variedade de indivíduos e fundações, como a Fundação Bradley e Joyce Chernick, esposa de Aubrey Chernick. O Politico afirmou que, entre 2008 e 2010, "a maior parte dos 920 mil dólares que [o David Horowitz Freedom Center] repassou à Jihad Watch  nos últimos três anos veio de [Joyce] Chernick". Em 2015, a Jihad Watch recebeu aproximadamente 100 mil dólares em receitas, sendo três quartos dessas receitas provenientes de doações.

## Conteúdo e acessos
Os artigos do Jihad Watch começam com comentários editoriais e, em seguida, geralmente apresentam um trecho com link de um site de notícias.
O Jihad Watch é um dos sites mais populares do mundo sobre o tema do terrorismo, com mais de 6.000 outros sites vinculados a ele. É o blog contrajihad mais popular.

## Recepção
O Jihad Watch tem sido amplamente descrito como um blog anti-muçulmano, e criticado por retratar o Islã como uma doutrina política totalitária. O Southern Poverty Law Center e a Liga Antidifamação consideram o Jihad Watch um grupo de ódio ativo devido à sua “hostilidade extrema contra muçulmanos”. O jornalista Brian Whitaker, do The Guardian, descreveu o site como “notoriamente islamofóbico”. Outros críticos, como Dinesh D'Souza, Karen Armstrong e Cathy Young, apontaram o que consideram serem “distorções deliberadas” do Islã e dos muçulmanos feitas por Spencer, apresentando-os como inerentemente violentos e, portanto, propensos ao terrorismo.
A ex-primeira-ministra do Paquistão, Benazir Bhutto, escreveu em seu livro Reconciliation: Islam, Democracy, and the West que Spencer usa o Jihad Watch para espalhar desinformação e ódio contra o Islã. Ela acrescenta que ele apresenta uma narrativa distorcida, unilateral e inflamatória que apenas contribui para semear um conflito civilizacional.
Abdel Bari Atwan, editor-chefe do jornal pan-árabe Al-Quds Al-Arabi, com sede em Londres, escreveu que “a maior parte do trabalho eficaz de monitoramento de sites jihadistas está sendo feita não pelo FBI ou MI6, mas por grupos privados. Os mais conhecidos e bem-sucedidos são o [Internet] Haganah, o SITE [Institute] e o Jihad Watch”.
O site foi citado 64 vezes pelo terrorista de extrema-direita norueguês Anders Behring Breivik, responsável pelos atentados na Noruega em 2011.
Em 2017, Christine Douglass-Williams foi destituída de seu cargo no conselho da Canadian Race Relations Foundation por seus textos publicados no blog.